# José Walter Bautista Vidal
José Walter Bautista Vidal, conhecido simplesmente como Bautista Vidal (Salvador, 2 de dezembro de 1934 — Brasília, 1º de junho de 2013) foi um engenheiro e físico brasileiro. Ex-professor da Universidade de Brasília e considerado uma das maiores autoridades do país em produção de energia, foi um dos idealizadores do Programa Nacional do Álcool (PróAlcool), criado durante o governo do general Ernesto Geisel visando estimular a produção do álcool no país.
No ITA, teve contato com físicos brasileiros de renome internacional, como os recifenses Mário Schenberg e José Leite Lopes e o carioca Jayme Tiomno.

## Origem familiar, formação e contato com as Forças Armadas (1934-1969)
José Walter Bautista Vidal nasceu em Salvador (BA), em 2 de dezembro de 1934, filho de José Bautista Alconero e Lourdes Vidal Rodriguez, ambos oriundos da Espanha. O casal administrava uma padaria, da qual extraía sustento para sua prole, formada por quatro meninas e quatro meninos. A família residia no bairro Santo Antônio Além do Carmo e chegou a morar na Galícia durante algum tempo (1944-1951), período em que Bautista Vidal ingressou na Universidade de Santiago de Compostela, com apenas 15 anos de idade. Segundo seu irmão mais velho, ele "costumava estudar tanto, mas tanto, que nosso pai se via sempre forçado a desligar a luz da casa, à noite, para que ele desgrudasse dos livros". Com efeito, o próprio Bautista Vidal, em depoimento autobiográfico, relatou que a estadia na Galícia "foi uma das fases mais importantes da minha vida, porque foi quando formei minha personalidade, adquiri cultura humanística, lendo clássicos latinos no original e conhecendo a magnífica literatura espanhola".
Entretanto, Bautista Vidal não concluiu sua formação naquela universidade, dado que sua família decidiu retornar ao Brasil e aqui fixou-se em definitivo. Assim, três anos após ser repatriado, o jovem baiano ingressou na Escola Politécnica da UFBA, onde diplomou-se em Engenharia Civil (1958), graduado como 1º colocado da sua classe. O desempenho valeu-lhe a concessão do Prêmio Joaquim Wanderley de Araújo Pinho.
Aos 25 anos, foi contratado pelo Centro Brasileiro de Pesquisas Físicas, na condição de professor assistente (1959-1960). Lá trabalhou com militares oriundos do IME que, como ele, atribuíam importância vital à batalha pela independência tecnológica do País. Do convívio diário no CBPF nasceram as relações de Bautista Vidal com o Coronel Antonio José Duffles de Amarante, o Major Hélio Nazário Severo Leal e o Major Argus Fagundes Ourique Moreira, que décadas mais tarde viria a ser o primeiro Comandante do CTEx. Após lecionar por dois anos no Centro, cursou pós-graduação em Física Nuclear na Universidade de Stanford (1961-1963).
Ao retornar dos EUA, Bautista Vidal foi incorporado ao quadro docente da UFBA, onde trabalhou por seis anos (1963-1969). Assumiu a chefia do Departamento de Física e desempenhou papel central na reforma da instituição, ajudando a reitoria a implantar o Centro de Computação, o Laboratório de Física Nuclear Aplicada e o CECIBA – Centro de Ensino de Ciências da Bahia. Deste período data o início da parceria UFBA-Petrobrás, que formou os primeiros geofísicos da empresa e rendeu frutos anos depois, com a descoberta das jazidas de petróleo no mar. Bautista Vidal também buscou aprimorar os critérios meritocráticos de avaliação dos professores. A seu ver, apenas o concurso público não era suficiente. Seria preciso fixar metas de desempenho, através da "verificação permanente da produção científica". Cuidou de enviar os melhores bolsistas para programas de aperfeiçoamento em universidades do Primeiro Mundo, mas sempre enfatizava a necessidade de filtrar e adaptar os ensinamentos obtidos no Exterior. Isso porque, na sua percepção, era importante montar guarda contra a colonização intelectual que não raro sedimenta vícios mentais e desvia nossa elite acadêmica para soluções estranhas à realidade brasileira: "Não podemos falar numa universidade de verdade se ela não estiver fundamentada numa conceituação humanística, científica e filosófica de acordo com a nossa cultura latino-mediterrânea".

## Atuação como secretário de ciência e tecnologia da Bahia (1969-1973)

### Parceria Petrobrás-CEPED e construção do Pólo Petroquímico de Camaçari
Em 1969, Bautista Vidal foi convidado pelo Governador da Bahia, Luís Viana Filho, a assumir a Secretaria de Ciência e Tecnologia. Nesta posição, envolveu-se ativamente na implantação do Pólo Petroquímico de Camaçari, um passo decisivo na industrialização do Nordeste. O projeto vingou no contexto de um arranjo entre a SUDENE, a Petrobrás, o BNDES, o governo estadual e o empresariado. Coube à SUDENE e ao BNDES conceder isenções fiscais e linhas de crédito às companhias que se candidatassem à produção de eteno, propeno, amônia, metanol e outros derivados, dentro das condições estipuladas pela União. Entre estas figurava a exigência de que cada consórcio tivesse a maior participação possível do capital nacional público e privado, no mínimo dois terços do total, cabendo ao sócio estrangeiro entrar com o pacote tecnológico. A presença acionária do Estado ficava por conta da Petroquisa, subsidiária da Petrobrás, que também fornecia a nafta e outras matérias-primas geradas como subprodutos da Refinaria de Mataripe, situada a 33 km da área escolhida. O governo baiano cedeu os terrenos a serem ocupados pelas empresas e criou o CEPED – Centro de Pesquisa e Desenvolvimento, dirigido por Bautista Vidal. A missão do CEPED seria desenvolver tecnologia e transferi-la gradualmente às companhias privadas nacionais. Assim, numa etapa posterior, seria possível dispensar o pacote tecnológico externo, eliminar a necessidade de associação a empresas estrangeiras e reduzir a participação da Petrobrás, à medida que o setor privado nacional adquirisse musculatura para liderar o processo.
O arranjo acima ficou conhecido como modelo tripartite, que segundo Bautista Vidal "representou um avanço em relação à situação anterior, quando os produtos petroquímicos eram importados ou produzidos quase exclusivamente por firmas estrangeiras". Portanto, o envolvimento dos órgãos acima não decorreu de nenhuma obsessão estatizante, mas da constatação de que as multinacionais jamais aceitariam figurar como sócias minoritárias e operar sob um modelo contratual que maximizasse os ganhos do País, caso não fossem forçadas nem induzidas a isso. Sozinhas e desprovidas da parceria estatal, as empresas locais não conseguiriam sentar à mesa para negociar em condições vantajosas os termos da sua participação. Tais foram as conclusões transcritas em estudos produzidos pela Petrobrás em 1967-1968. Idêntico parecer veio a ser emitido depois, em 30 de janeiro de 1970, por um Grupo de Trabalho formado pelo Eng. Amílcar Pereira da Silva Filho (Ministério do Planejamento), pelo Eng. Paulo Vieira Belotti (BNDES) e pelo Major Cyro Cordeiro de Farias (Ministério do Exército).
A adoção das medidas conducentes à construção do Pólo Petroquímico envolveu sucessivas reuniões entre Bautista Vidal, o Presidente da Petrobrás, General Ernesto Geisel, o Diretor da SUDENE, General Tácito Theophilo Gaspar de Oliveira, e o Chefe da Divisão de Petroquímica do BNDES, Paulo Vieira Belotti. O primeiro passo foi dado na 397ª Reunião do Conselho de Administração da Petrobrás, em 14 de janeiro de 1970, quando ficou assentado que a empresa asseguraria o fornecimento de matérias-primas e lideraria a formação dos consórcios tripartites sempre que necessário. A esta medida seguiram-se três ações complementares: a edição do Decreto Estadual nº 21.913, em 8 de julho de 1970, que organizou o CEPED nos moldes propostos por Bautista Vidal; a Resolução nº 2/70, aprovada em 21 de julho de 1970 no âmbito do Conselho de Desenvolvimento Industrial, que autorizou a SUDENE a isentar os projetos do Pólo de impostos federais; e a redação da Exposição de Motivos nº 213 de 15 de setembro de 1971, que apresentou ao Presidente Emílio Médici o esboço geral do Complexo e sugeriu que a Petroquisa se associasse a capitais privados para formar uma empresa-piloto encarregada de especificar os detalhes técnicos do Pólo. Com aprovação presidencial, a empresa foi constituída em 12 de janeiro de 1972 sob a denominação COPENE – que 30 anos depois daria origem à Braskem S/A.
No decorrer dos anos 70/80, vicejaram no Pólo numerosas indústrias de capital predominantemente nacional ou 100% nacional, como a Norquisa, a Deten, a Nitroclor e a Carbonor, entre outras. Em um dos seus livros, Bautista Vidal relata que "o capital nacional sempre foi majoritário", mas nem sempre isso garantia transferência de tecnologia. Via de regra, as multinacionais evitavam entregar a chave, já que a cessão deste ativo erodiria sua posição de barganha na parceria. "Daí a rejeição dos sócios estrangeiros à existência do CEPED, um centro tecnológico cujo objetivo era precisamente dar autonomia aos acionistas majoritários", recorda Bautista Vidal.

## Atuação como Secretário de Tecnologia Industrial (1974-1978)
Em março de 1974, Bautista Vidal foi convidado pelo Ministro da Indústria e Comércio, Severo Gomes, a assumir a Secretaria de Tecnologia Industrial daquela pasta. O Brasil sofria o impacto do 1º choque do petróleo, detonado quando a OPEP decidiu quadruplicar o preço do barril. Como o País importava 80% do petróleo que consumia, tornou-se urgente diversificar sua matriz energética, a fim de minorar o rombo que as importações impunham ao balanço de pagamentos. A Petrobrás passou a operar no limite da sua rentabilidade, absorvendo para si parte dos custos que de outra forma seriam inteiramente repassados ao parque produtivo nacional.

## O PróAlcool - Programa Nacional do Álcool (1975-1989)
Foi nesse contexto que Bautista Vidal concebeu o Programa Nacional do Álcool, trabalhado a quatro mãos com o Coronel-Aviador Urbano Ernesto Stumpf, Chefe da Divisão de Motores do IPD/CTA – Instituto de Pesquisa e Desenvolvimento do Centro Tecnológico da Aeronáutica. Desde 1973, Stumpf e sua equipe vinham projetando, construindo e testando protótipos com o objetivo de desenvolver motores a álcool capazes de substituir os movidos a gasolina. Os resultados preliminares atestaram a viabilidade do projeto. Considerando que o País tinha solo fértil, canaviais e destilarias, bastaria ampliar e otimizar o uso desses fatores para verticalizar a cadeia no território nacional e reduzir a dependência de petróleo importado.
Em vista disso, o Presidente da República instituiu o PróAlcool, nos termos do Decreto nº 76.593 de 14 de novembro de 1975. O governo subsidiou o plantio de cana, a construção de novas destilarias e a ampliação das preexistentes. As primeiras versões dos motores desenvolvidos pelo CTA foram testadas com sucesso no 'Circuito da Integração Nacional' (19 de outubro de 1976), quando três automóveis – um Dodge, um Fusca e um Gurgel Xavante – movidos a etanol percorreram 8 000 km, passando por estradas e rodovias das mais variadas condições em nove Estados. Assim, ficou comprovada no terreno a viabilidade da transição proposta, iniciada imediatamente com a introdução de adaptações nas fábricas, segundo relato deixado por Bautista Vidal: "Nós preparamos retificadoras para converter os motores a gasolina para o uso do álcool. Colocamos equipes técnicas treinadas dentro dessas retificadoras e aí elas se capacitaram e começamos a converter veículos para o uso do álcool, e ao mesmo tempo produzimos álcool. Tínhamos apoio não só do Geisel, mas do Presidente do Conselho Nacional do Petróleo, que era um general nacionalista, do Presidente da Petrobrás, General Araken de Oliveira, do Presidente do Instituto do Açúcar e do Álcool, General Álvaro Tavares do Carmo, também nacionalista, e do General José Antonio Alencastro, que como Presidente da Telebrás pôs os carros do sistema para testar o uso do álcool como combustível".
Os acontecimentos posteriores demonstraram o acerto daquela decisão. Em 1979 sobreveio o 2º choque do petróleo, que assestou um novo golpe contra a economia brasileira. Diante das circunstâncias, o governo acelerou a cadência da transição em curso, concluída com sucesso. Por volta de 1982, quando Bautista Vidal já havia deixado a chefia da STI, aproximadamente 90% da frota nacional de veículos era movida a álcool.

## O Projeto Nióbio (1975-1991)
Durante a gestão de Bautista Vidal na STI, o Brasil engajou-se no Projeto Nióbio (1975-1991), que depois veio a ser extinto no governo Collor. Foi a primeira e única iniciativa bem-sucedida no sentido de industrializar o nióbio em território nacional, dominando as tecnologias correlatas etapa por etapa, rumo a produtos de maior valor agregado. Como detentor 98% das jazidas mundiais de nióbio, o Brasil reunia condições para internalizar as cadeias produtivas que dependem deste insumo para fabricar seus produtos finais.
Para viabilizar o Projeto, a STI contou com verbas próprias e recursos do FUNAT - Fundo de Amparo à Tecnologia. Mobilizou pesquisadores da Escola de Engenharia de Lorena e da FTI – Fundação de Tecnologia Industrial, que na época tinha o Tenente-Coronel Waldimir Pirró e Longo como Diretor Técnico. A matéria-prima era adquirida da CBMM, empresa que explorava as jazidas existentes em Araxá (MG). O esforço interno de P&D era complementado pela busca de conhecimentos no Exterior. Para tanto, a tarefa de negociar memorandos de entendimento na Alemanha foi encabeçada pelo diplomata Adriano Benayon, Subchefe da Divisão de Cooperação Tecnológica do Itamaraty. A propósito daquele período, Bautista Vidal recorda que "na qualidade de responsável pela condução da política tecnológica brasileira, sempre tive substancial apoio de altas patentes militares. Por exemplo, na política de valorização do quartzo e do nióbio - matérias-primas de alto valor estratégico mundial, de cujas reservas o Brasil detém praticamente a exclusividade".
O Projeto começou a gerar resultados em 1981, com a instalação da planta de fusão e refino de metais refratários no DEMA - Departamento de Materiais da Escola de Engenharia de Lorena. O nióbio, que até então era exportado 'in natura', passou a sair do Brasil beneficiado, em formato de lingotes, com um valor de mercado muito superior. A unidade-piloto produzia 40 toneladas por ano. Segundo o Tenente-Coronel Waldimir Pirró e Longo, "o DEMA produziu tântalo e lingotes de nióbio com pureza suficiente para produzir fios supercondutores de nióbio-estanho e de nióbio-titânio. Em cooperação com o Laboratório Eletrotécnico do Japão, foram produzidos e testados fios supercondutores de nióbio-estanho". Em tese, o País poderia ter levado o Projeto adiante, mas preferiu abandoná-lo, pondo a perder o trabalho feito em 1975-1991.

## Engajamento político após o fim do Regime Militar
Seria possível descrever outras iniciativas implementadas pela STI sob a direção de Bautista Vidal, como o Projeto Quartzo, a reforma do CONMETRO e a edição do Ato Normativo nº 15 do INPI, que modificou a lógica dos fluxos de tecnologia do Brasil com o Exterior. Entretanto, isso tornaria o post longo em demasia. E poderia enfurecer os leitores, já que o trabalho do professor foi desfeito depois que ele deixou a Secretaria.
Bautista Vidal exerceu intensa atividade acadêmica e política nas décadas de 80 e 90. Serviu por alguns anos como técnico sênior no IPEA (1979-1982), de onde foi expelido por ordem do Ministro do Planejamento, Antônio Delfim Netto, em razão do conteúdo incendiário da palestra que proferiu no I Seminário sobre Indústria de Bens de Capital, no Rio de Janeiro, em 3 de junho de 1982. O filho da Bahia nunca tolerou Delfim, de quem sofreu perseguição profissional em razão de suas convicções: "Nos anos 1982-1983 fui demitido três vezes sem justa causa: do IPEA, da Folha de S.Paulo e da Unicamp. Todas por injunção do tecnocrata-mor de plantão. Passei então sete anos sem emprego fixo, vivendo de pequenas consultorias, pois todas as portas estavam fechadas e, quando eu conseguia um emprego, vinha pouco depois a demissão. Parecia que não havia condições de continuar vivendo no Brasil. Perdi até o direito à aposentadoria, que somente vim a recuperar com a Constituição de 1988. Havia chegado a minha vez de pagar o preço por ter procurado, embora modestamente, os caminhos que levam à autonomia nacional".
Em 1989, Bautista Vidal participou da fundação do PRONA, ao lado do Dr. Enéas Carneiro, e também publicou um livro em parceria com o Contra-Almirante Roberto Gama e Silva, vice-presidente do partido ("Amazônia, império das águas"). Em 1998, Vidal e Enéas Carneiro escreveram os prefácios do livro Globalização versus Desenvolvimento, de autoria de Adriano Benayon, economista desenvolvimentista filiado ao PRONA. Os três eram as grandes referências intelectuais pronistas.
Lecionou na UnB e conferenciou várias vezes na Escola Superior de Guerra, na ECEME, na Escola de Guerra Naval e na Câmara dos Deputados. Deixou uma vasta produção bibliográfica, entre trabalhos, artigos e livros. Era católico devoto. Em 2001, ao palestrar para uma platéia de funcionários da Anvisa, encerrou sua preleção com a seguinte advertência: "Vocês estão numa área que envolve a vida das pessoas. E a vida, depois de Deus, é a coisa mais sagrada que existe". Segundo familiares, "ele gostava de passar ensinamentos aos filhos durante o almoço e abominava a TV, por julgar que ela deseduca e deforma o caráter". Morreu aos 78 anos, cercado por quatro filhos e seis netos. Em 23 de maio de 2014, o Edifício Tecnocentro, que abriga o Parque Tecnológico da Bahia, foi batizado com o seu nome, nos termos da Lei Estadual nº 12.914/2013.

## Obras
J. W. Bautista Vidal foi autor de 12 livros, dentre eles se destacam: 
- De Estado Servil à Nação Soberana: Civilização Solidária dos Trópicos.
- Soberania e Dignidade: Raízes da Sobrevivência.
- O Esfacelamento da Nação
- A Reconquista do Brasil.
- Brasil: Civilização Suicida.

Esses cinco títulos são um depoimento sobre os acontecimentos do tempo em que fez parte do governo como principal mentor do PróAlcool. A leitura é obrigatória para quem quer entender mais sobre a economia Brasileira e o porquê de sermos tão tecnologicamente dependentes dos países não tropicais, mesmo sendo aqui o melhor lugar para se produzir combustíveis renováveis.
Em seu discurso, critica de forma enfática a dependência do Brasil às instituições financeiras internacionais, FMI e Banco Mundial. Releva a importância de nossos dirigentes conduzirem a nação brasileira com responsabilidade, uma vez que o Brasil seria o pais mais rico do mundo, com a energia solar, terras cultiváveis e água doce em abundância. Isso sim seria lastro para uma economia real e não uma economia baseada em "papel pintado" - dólar - e de controle conforme os interesses internacionais.
Vidal também ocupou várias funções no governo federal. Ele foi secretário de Estado de Ciências e Tecnologia nos governos de Ernesto Geisel e de José Sarney.

## Morte
Morreu, por volta das 12h de 1º de junho de 2013, aos 78 anos, por falência de múltiplos órgãos, após permanecer internado com complicações renais por cerca de 10 dias, no Hospital Santa Luzia, em Brasília.